# 養心亭
養心亭位於重慶市合川區釣魚城街道佛耳村十三組，文物遺址年代為清代，2009年12月15日列為第二批重慶市文物保護單位。